# پاتریک بورگ
رنه بورگ (فرانسوی: Patrick Borg‎؛ ‏ ۶ اوت ۱۹۵۷) بازیگر، صداپیشه و کارگردان هنری اهل فرانسه است. وی دوبلور فرانسوی دیوید بورناز و مایکل گستن و یکی از دوبلورهای فرانسوی چارلی شین و ادی مارسن است.
از فیلم‌ها یا مجموعه‌های تلویزیونی که وی در آن‌ها نقش داشته‌است، می‌توان به واتو واتو، پرنده اعجاب‌انگیز اشاره نمود.